# Battaglie nella galassia
Battaglie nella galassia (Battlestar Galactica) è un film di fantascienza del 1978 diretto da Richard A. Colla, adattamento cinematografico dell'episodio pilota in tre parti della serie televisiva Galactica dello stesso anno.
Venne distribuito in Europa, Canada, Giappone, America Latina prima che la serie tv fosse trasmessa negli Stati Uniti, al fine di recuperare i suoi alti costi di produzione. Nel maggio 1979 il film fu infine distribuito negli Stati Uniti.
Dalla stessa serie fu realizzato anche un secondo film, Galactica - L'attacco dei Cylon, che pertanto è spesso indicato come "sequel" di questo Battaglie nella galassia. Un terzo film, Conquest of the Earth, costituito usufruendo del materiale della serie Galactica 1980, venne distribuito nel 1981 in Europa e in Australia.

## Trama
In un lontano sistema solare, l'umanità si è insediata e ha prosperato su dodici pianeti. Dopo decenni di scontri con i Cyloni, un popolo di robot, le dodici colonie vengono distrutte e i pochi superstiti sono costretti a un esodo attraverso lo spazio. La flotta delle astronavi comprende un'unica nave da battaglia, la Galactica, governata dal comandante Adamo (Adama nell'originale). La flotta parte alla ricerca del pianeta leggendario chiamato Terra, dove si dice esista l'ultima colonia umana, la tredicesima. Durante il viaggio la flotta è costantemente minacciata dai Cyloni, che vogliono sterminare completamente il genere umano, e sono aiutati dallo scienziato traditore Baltar.

## Accoglienza e critica
(FantaFilm)